# I. Károly román király
I. Károly, eredeti nevén Karl Eitel Friedrich Zephyrinus Ludwig von Hohenzollern-Sigmaringen (Sigmaringen, 1839. április 20. – Sinaia, 1914. október 10.) német herceg volt. 1866-ban Románia fejedelmévé választották, 1881-ben pedig királlyá koronázták. 1883-ban titkos szövetséget kötött Németországgal és az Osztrák–Magyar Monarchiával. Jelentős érdemei vannak Románia iparának, pénzügyi intézményeinek és hadseregének modernizálásában. Németbarát beállítottsága ellenére nem sikerült elérnie országa hadba lépését a központi hatalmak oldalán az első világháborúban.

## Élete
Károly 1839. április 20-án született Sigmaringenben, Karl Anton von Hohenzollern-Sigmaringen és Josephine von Baden gyermekeként. Drezdában és Bonnban nevelkedett. Münsterben katonai végzettséget szerzett, 1857-ben pedig Berlinben tüzérségi tanulmányokat folytatott. 1864-ben hadnagyként részt vett a porosz–osztrák–dán háborúban. Öccse, Anton herceg 1866-ban a königgrätzi csatában esett el.
Károlyt 1866 áprilisában a román kormány felkérésére Románia fejedelmévé (románul domnitor) választották, miután elűzték az egyesült Románia első uralkodóját, Alexandru Ioan Cuza herceget. Megválasztását III. Napóleon francia császár is támogatta. Károly álruhában, üzletembernek öltözve, hamis útlevéllel érkezett Romániába, május 10-én Bukarestbe érkezésekor meleg fogadtatásban részesült mind a nép, mind a politikusok részéről. 1869. november 3-án feleségül vette Wiedi Erzsébetet és 1870. szeptember 27-én megszületett gyermekük, Mária, ő azonban négyéves korában elhunyt. Több gyermek nem született kettejük házasságából.

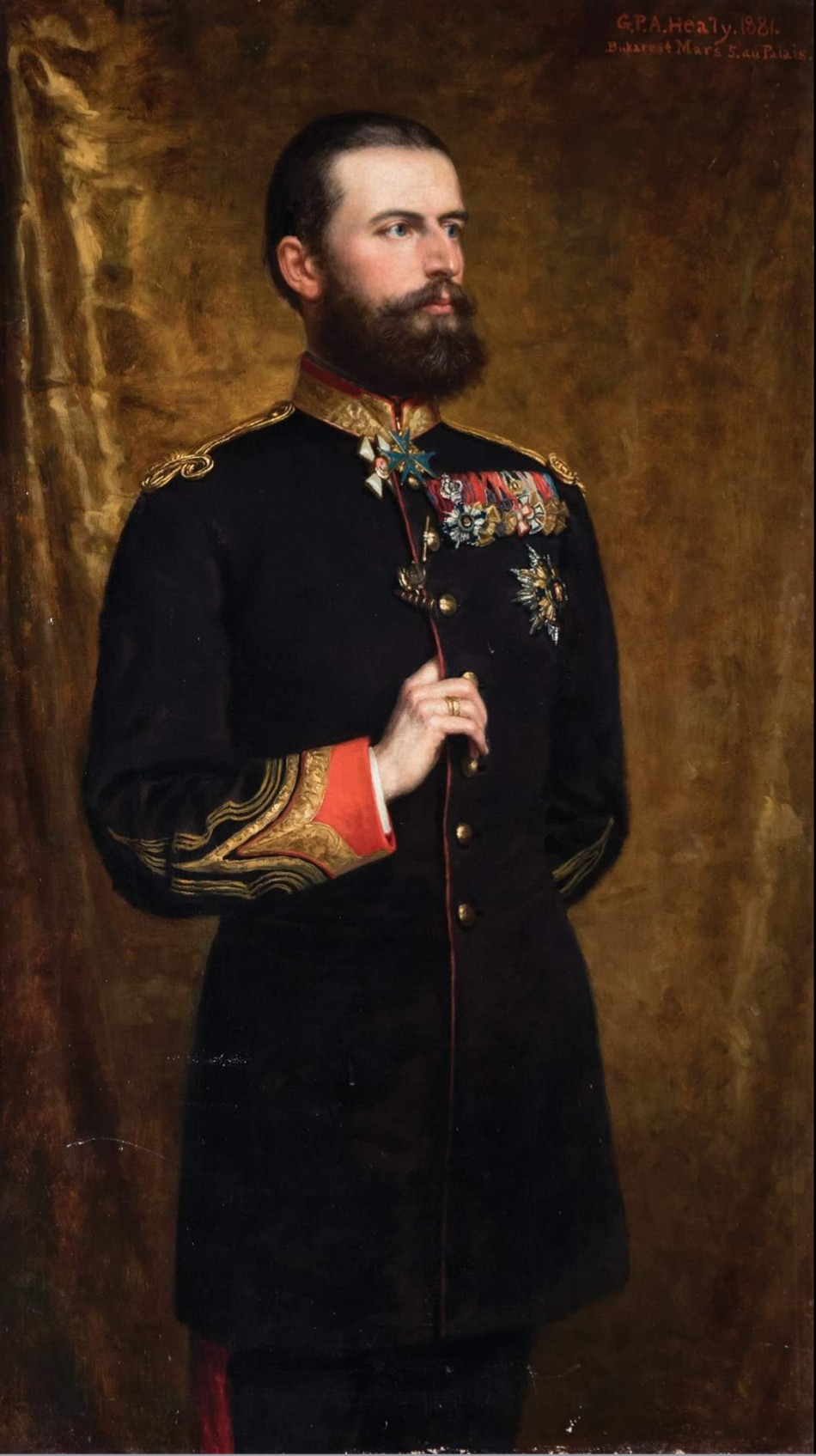
I. Károly román király portréja, festő: George P. A. Healy, 1873

Károly a kulturális, nyelvi és politikai látásmódban való különbségekre való tekintettel 1870-ben le akart mondani. A porosz–francia háborúban (1870–1871) nyíltan a német fél mellett foglalt állást, ami meglehetősen népszerűtlenné tette. Ennek ellenére 1871-ben az eltávolítására irányuló kísérlet nem vezetett sikerre. Népszerűségét az orosz–török háború során szerezte vissza. A háborúban az orosz fél oldalán vett részt katonai vezetőként. Ennek eredményeként Románia elnyerte teljes függetlenségét az Oszmán Birodalomtól. A függetlenség kikiáltására 1877. május 10-én került sor.
A királyságot 1881. május 10-én kiáltották ki, és Károly lett a Hohenzollern–Sigmaringen-ház első királya.
Károly 1883-ban titkos szövetséget kötött a Német Birodalommal és az Osztrák–Magyar Monarchiával, ezzel is kimutatva a II. Vilmos iránti szimpátiáját. Jelentős lépéseket tett Románia iparának, pénzügyi intézményeinek és hadseregének modernizálásában, azonban a fennálló társadalmi problémák többségét nem sikerült megoldania. Ennek következtében előbb 1888-ban, majd 1907-ben is parasztlázadásra került sor. Utóbbi elfojtása körülbelül 10 ezer áldozattal járt. Uralkodása alatt a román belpolitika domináns erejét a versengő Liberális és Konzervatív pártok köré tömörülő gazdag földbirtokos családok alkották.
1913-ban, Károly uralkodásának utolsó előtti évében, Románia megszerezte Bulgáriától Dobrudzsa déli részét. Az első világháború kitörésekor az országban uralkodó németellenes hangulat következtében a Román Királyság semleges maradt. Az alkotmányra való tekintettel Károlynak nem állt módjában az ország hadba lépését kieszközölnie a központi hatalmak oldalán. Ennek ellenére megpróbált kapcsolatot teremteni feléjük, azonban fáradozása nem hozott sikert. Erre való tekintettel lemondását fontolgatta, amikor 1914. október 10-én Sinaiában tartózkodva elhunyt. Bár hosszabb ideje betegeskedett, de halála mégis váratlan volt. A király és hitvese, Erzsébet a Curtea de Argeș-i kolostorban nyugszanak.
Mivel Károly egyetlen gyermeke, a lánya, Mária négyévesen meghalt, így az általa örökbe fogadott unokaöccse, Ferdinánd javára rendelkezett a trónöröklés kérdésében még a királyság kikiáltása előtt.
Károly a porosz–francia háború időszakától eltekintve népszerű uralkodó volt, és szigorú, erkölcsös életet élt. Ezt az életmódot megpróbálta átadni a környezetének is. Hitvese azt mondta róla, hogy még alvás közben is viseli a koronát.

## Képgaléria

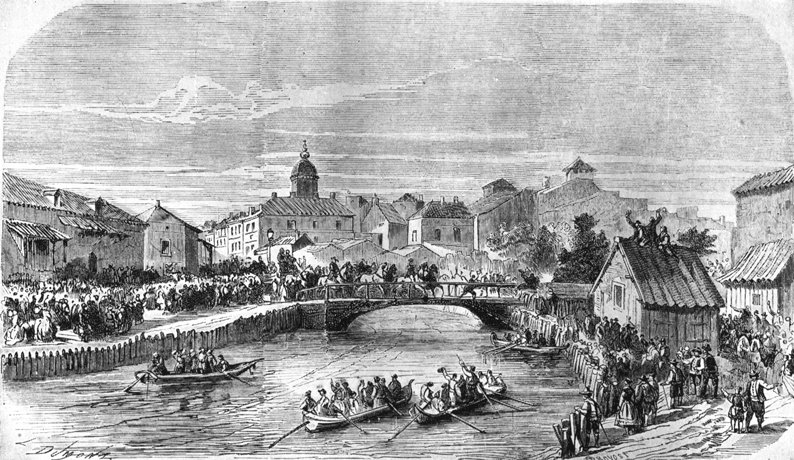
I. Károly Bukarestbe érkezése.
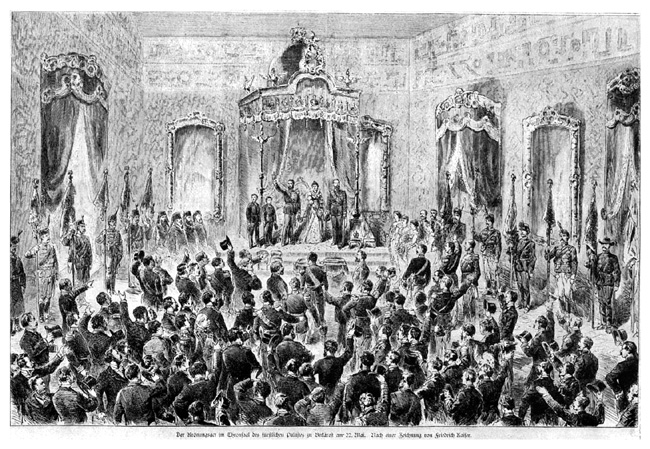
I. Károly királyi beiktatása.
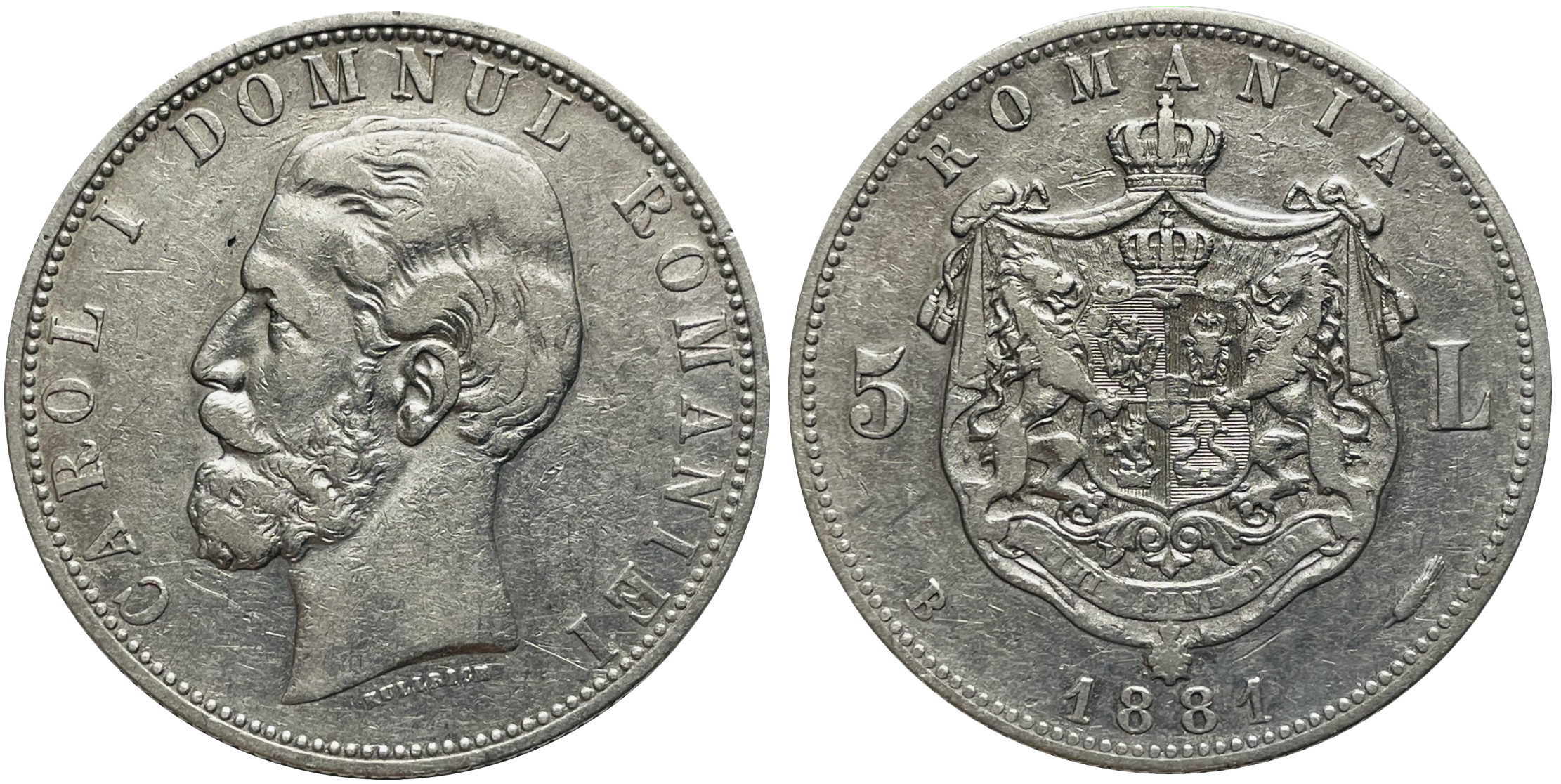
I. Károly, még fejedelmi címmel 1881-es 5 lejes ezüstérmén.
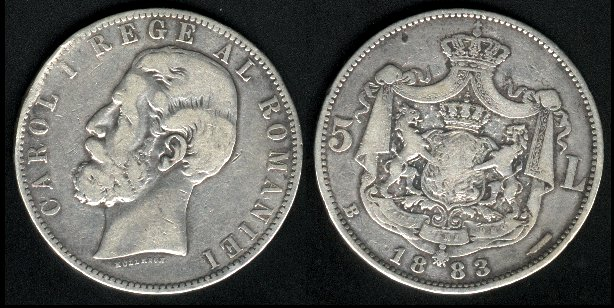
I. Károly, már királyi címmel 1883-as 5 lejes ezüstérmén.
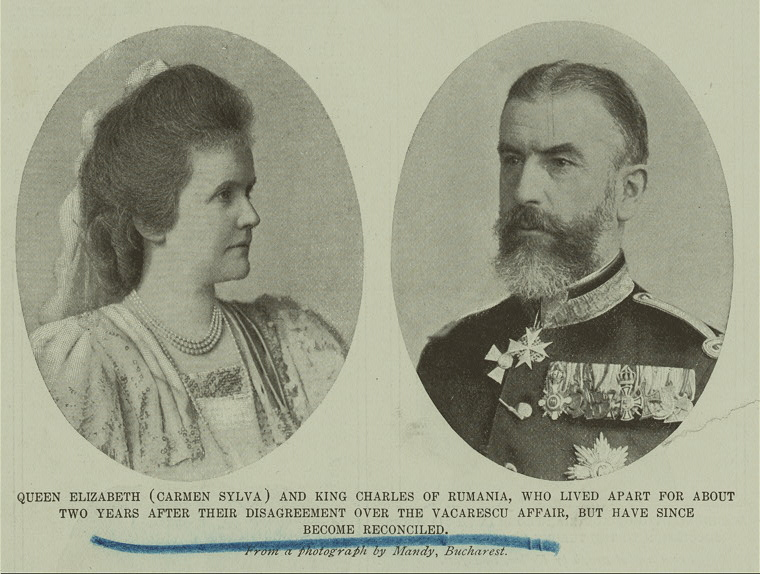
Erzsébet és I. Károly.
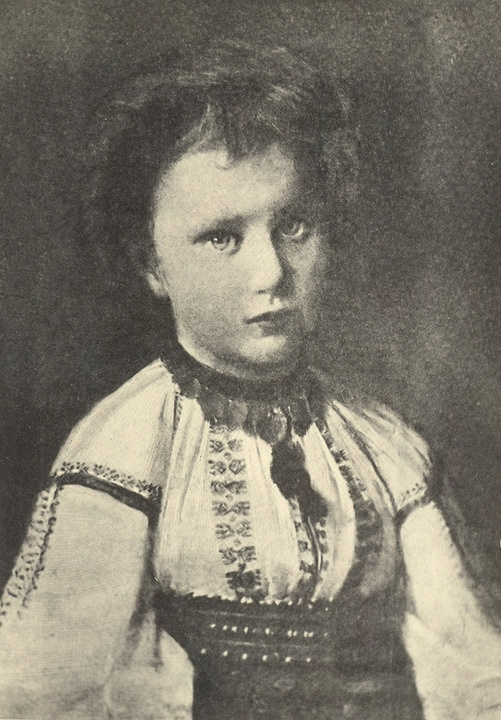
Egyetlen gyermeke, Mária hercegnő (1870–1874).

## Érdekesség
A legkorszerűbb technika alkalmazása szinte mai szinten volt megvalósítva konstancai palotájában, ahol már 1884-ben villanyvilágítás volt és villanymotorral mozgatták a király által megálmodott üvegtetőt a fogadótermen. Ott fogadta II. Miklós orosz cárt 1914-ben.